# Paulus (drengenavn)
 For alternative betydninger, se Paulus (flertydig). (Se også artikler, som begynder med Paulus)
Paulus er et drengenavn.
Paulus er det latinske navn hvoraf Paul eller Poul er afledt.
Paulus er desuden et (sjældent) efternavn.

## Afledte navne
- Paul
- Poul
- Pauline
- Pouline

## Kendte med navnet Paulus
- Paulus, en af de første til at udbrede kristendommen. Apostelen Paulus hed oprindelig Saulus (hebraisk: "bedt om").
- En række paver bærer på latin navnet Paulus:
  - Paulus I (757-767)
  - Paulus II (1464-1471)
  - Paulus III (1534-1549)
  - Paulus IV (1555-1559)
  - Paulus V (1605-1621)
  - Paulus VI (1963-1978)
- Paulus Diaconus (ca. 720-799), langobardisk historiker og benediktinermunk.
- Friedrich Paulus (1890-1957), tysk feltmarskal under 2. verdenskrig.